# 郑铮 (足球运动员)
郑铮（1989年7月11日—）出生于山东省济南市，是一名中国足球运动员，司职后卫，现效力于山东泰山。

## 俱乐部生涯
郑铮1999年进入山东鲁能泰山的鲁能足校学习，2009年出任山东省足球代表队甲组的队长，参加了在济南进行的十一运男子足球甲组决赛阶段比赛。在7月30日进行的半决赛中，山东队与上海队战平，互射点球决战时郑铮将点球踢飞，山东队4-5负于上海队无缘决赛。在8月1日的三四名决赛中，郑铮送出助攻于帅头球得分帮助球队落后情况下战平辽宁队，最终通过点球获得第三名。
郑铮于2008年进入山东鲁能泰山一队，但在主帅留比萨·图巴科维奇的手下并没有获得出场机会。
2010年布兰科·伊万科维奇出任球队主帅后，一些年轻人开始获得出场机会。2010年3月24日，由于主力右后卫矫喆的受伤，在亚足联冠军联赛客场对阵浦项制铁的比赛中，主力左后卫苑维玮改任右后卫，郑铮首次代表球队在正式比赛中出场，出任首发左后卫并打满全场。之后郑铮逐渐获得主力左后卫位置，并在5月16日客场对阵深圳红钻的中超联赛中右脚抽射打入个人联赛首球，助球队客场奏凯。在2010赛季，郑铮表现出色，帮助山东鲁能队历史上第三次获得中超联赛冠军。由于主要竞争对手冯仁亮因改年龄风波而被紧急取消参加2010赛季最佳新人评选，郑铮毫无争议地获得该赛季联赛最佳新人的称号。

## 国家队生涯
郑铮2008年代表中国国青队参加了当年的亚青赛。
2011年，郑铮入选中国国家队。同年10月6日在中国与阿联酋的友谊赛是郑铮代表国家队的首场国际A级赛。11月15日，郑铮在他的第二场国际A级赛中打进两个进球，帮助中国队在2014年世界杯外围赛客场4比0击败新加坡。2021年，为备战3月开踢的卡塔尔世预赛亚洲区40强赛下半程比赛，中国男足将于1月22日至2月10日在海口展开2021年首期集训，他入选27人名单。

## 国家队进球
- 仅列出国际A级比赛进球

| 时间           | 地点   | 对手   | 比分 | 赛事                     | 进球(累计) |
| -------------- | ------ | ------ | ---- | ------------------------ | ---------- |
| 2011年11月15日 | 新加坡 | 新加坡 | 4-0  | 2014年世界杯亚洲区预选赛 | 2( 2)      |

## 荣誉

### 俱乐部

#### 山东泰山
- 中国足球超级联赛冠军：2008、2010、2021
- 中国足协杯：2014、2020、2021
- 中国足球协会超级杯：2015

### 个人
- 中国足球协会年度最佳新人：2010
- 中国足球超级联赛最佳阵容：2012、2013、2014